# ランボルギーニ・マルコポーロ
ランボルギーニ・マルコポーロ (Lamborghini Marco Polo)はイタルデザインによってデザインされたランボルギーニのコンセプトカーである。

## 概要
マルコポーロは1982年のボローニャモーターショーで発表された。マルコポーロは2年前にイタルデザインがデザインしたランチア・メデューサからインスピレーションを受けてデザインされた。このデザインは元々デロリアン・モーター・カンパニーが計画していたDMC-24のデザインとして考えられたが、デロリアンの資金不足により計画が頓挫。ランボルギーニのコンセプトカーとしてデザインが採用された。
マルコポーロは空力研究のために開発されたモデルで、走行試作車ではない。
ジウジアーロはこの車の開発において、燃費の維持と静かな車内・速度の向上を提供するために空力研究に焦点をおいた。結果、メデューサの抗力係数が0.26なのに対し、マルコポーロの抗力係数は0.24を記録した。
マルコポーロは4人乗りだが、マルツァルのようなガルウィングドアの2ドアスタイルを採用した。ドアは全席後席どちらからでも開けることが可能。